# Sam Lumpkin
Samuel Edgerton „Sam“ Lumpkin (* 21. April 1908 in Hudsonville, Marshall County, Mississippi; † 9. Juli 1964 in Tupelo, Mississippi) war ein US-amerikanischer Politiker. Zwischen 1948 und 1952 war er Vizegouverneur des Bundesstaates Mississippi.

## Leben
Nach einem Jurastudium an der Cumberland University in Tennessee und seiner Zulassung als Rechtsanwalt begann Sam Lumpkin in diesem Beruf zu arbeiten. Gleichzeitig schlug er als Mitglied der Demokratischen Partei eine politische Laufbahn ein. Zwischen 1931 und 1942 saß er als Abgeordneter im Repräsentantenhaus von Mississippi, dessen Speaker er seit 1940 war. Im Juli 1948 nahm er als Delegierter an der Democratic National Convention in Philadelphia teil, auf der Präsident Harry S. Truman zur Wiederwahl nominiert wurde.
1947 wurde Lumpkin an der Seite von Fielding L. Wright zum Vizegouverneur von Mississippi gewählt. Dieses Amt bekleidete er zwischen 1948 und 1952. Dabei war er Stellvertreter des Gouverneurs und Vorsitzender des Staatssenats. Im Jahr 1951 kandidierte er erfolglos in den Gouverneursvorwahlen seiner Partei. Bei den Präsidentschaftswahlen des Jahres 1952 unterstützte er den dann erfolgreichen Dwight D. Eisenhower, der für die Republikanische Partei antrat, gegen den Kandidaten seiner Partei, Adlai Stevenson. Er starb am 9. Juli 1964 in seinem Haus in Tupelo an Herzversagen.